# Florarium temporum
Het Florarium temporum
 

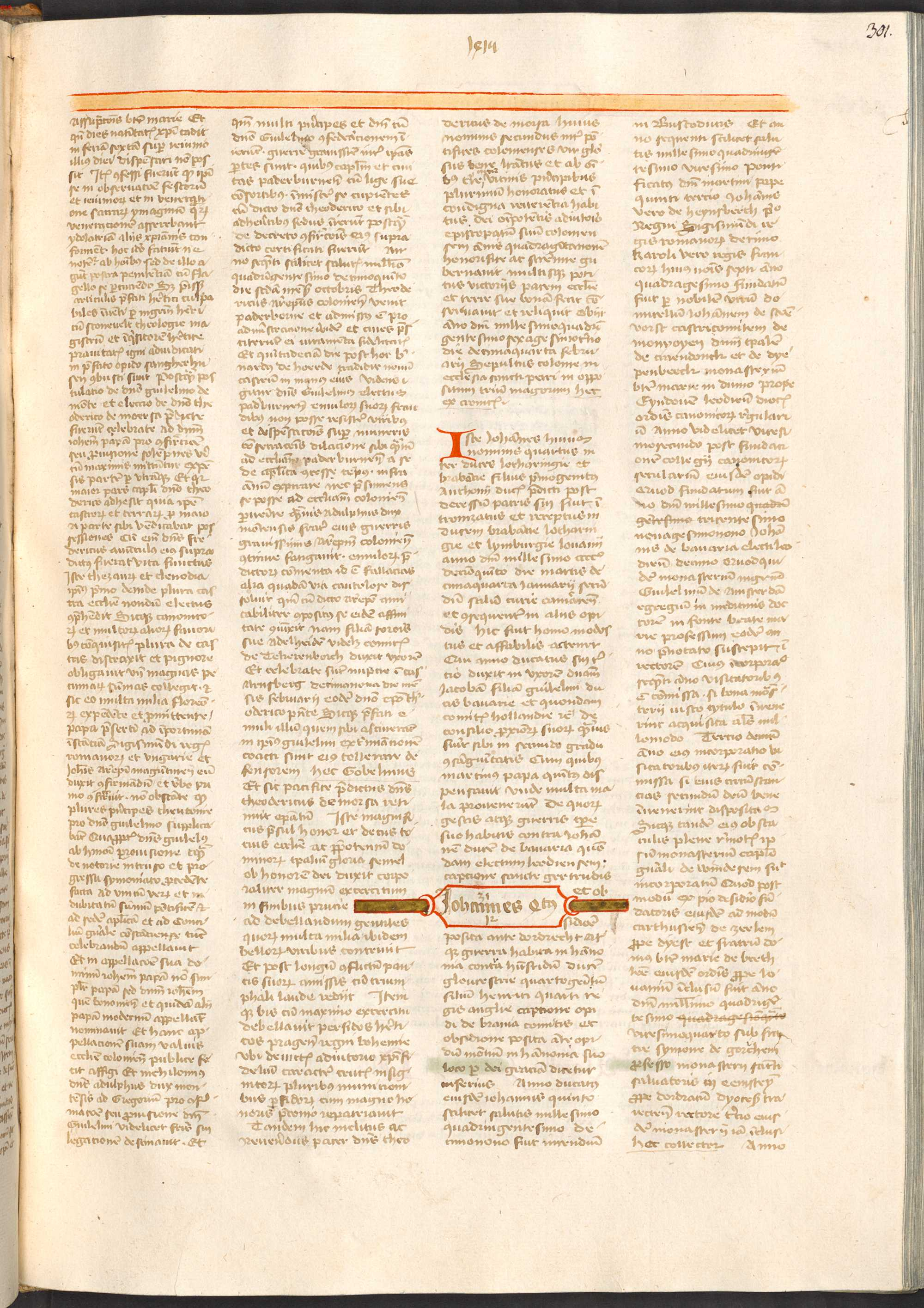
Bladzijde uit het Florarium Temporum met de beschrijving van de stichting van klooster Mariënhage (derde kolom, vijfde regel van onder tot het eind van de bladzijde).

(Latijn voor Bloemhof der Tijden) is een wereldkroniek geschreven door Nicolaas Clopper jr. in klooster Mariënhage in de huidige Nederlandse gemeente Eindhoven.

## Algemeen
De kroniek behandelt de geschiedenis van de wereld van de schepping tot en met de verwoesting van Luik in 1468.
Het werk werd met de hand door Clopper zelf geschreven, in het Latijn, in de periode tussen 1468 en 27 mei 1472.
Clopper gebruikte het pseudoniem "Collector".
Hij maakte gebruik van het werk van 240 andere auteurs; hij had de beschikking over de rijke bibliotheek van zijn vader en die van klooster Mariënhage, hetgeen verklaart dat het werk zo ongewoon grondig is.
Verder heeft hij informatie van zijn vader kunnen gebruiken, die raadsheer was van de Bourgondische hertog en dus over veel gegevens beschikte.
Zijn vader, opdrachtgever en financier van het boek, werkte overigens actief mee aan de kroniek.
De kroniek is tot 2018 nooit in zijn geheel gepubliceerd. P.C. Boeren publiceerde in 1951 een aantal fragmenten.
Wel zijn onder de titel Magnum Chronicon Belgicum sinds 1498 uittreksels gepubliceerd, die hebben gefungeerd als voorname bronnen voor de geschiedenis van de late middeleeuwen.
Van het werk zijn twee handschriften bekend, een conceptversie en een definitieve versie. 
Beide zijn in Duits bezit.
De conceptversie bevindt zich in het Hauptstaatsarchiv Düsseldorf, de uiteindelijke versie in de Bayerische Staatsbibliothek te München.

## Inhoud
Clopper baseerde zijn werk op de vele bronnen die hij ter beschikking had; delen van zijn werk heeft hij letterlijk overgeschreven. 
Hij nam echter niet klakkeloos alles aan maar was kritisch op zijn bronnen, hetgeen in die tijd ongebruikelijk was. 
Zijn werk legt de nadruk op de geschiedschrijving van Brabant en Bourgondië.
Clopper geeft daarbij duidelijk blijk van patriottisme.
Hij was de eerste die een chronologische kroniek schreef waarin gelijktijdige gebeurtenissen naast elkaar beschreven worden.
Bovenaan de bladzijden staan in oplopende volgorde jaartallen vermeld, de "Anni Mundi" (voor Christus) en de "Anni Saluti" (na Christus).
Daaronder worden, van boven naar beneden, in volgorde van belangrijkheid, het kerkelijk gezag (pausen en bisschoppen) en het wereldlijk gezag (keizers, vorstenhuizen en hertogdommen en graafschappen) behandeld.
Het werk begint met het Bijbelse scheppingsverhaal en eindigt met de beschrijving van de verwoesting van Luik door Karel de Stoute in 1468. Deze laatste gebeurtenis is niet gebaseerd op bronnen maar opgetekend door de auteur zelf, en voorzien van een pentekening waarop doden zijn afgebeeld. Verder worden onderwerpen beschreven als
- de Ark van Noach
- het offer van Isaak
- Alexander de Grote
- de Zwarte Dood
- het begin van de Honderdjarige Oorlog
- de stichting van Klooster Mariënhage en het overlijden van de stichter Jan van Schoonvorst.

Het werk bevat rood onderstreepte bronvermeldingen, 22 pentekeningen (waarvan er in de definitieve versie twee ontbreken), alsmede een register.

## Versies van het werk

### De conceptversie
Het handschrift te Düsseldorf telt 344 vellen van 39 x 28,5 cm.
Dit manuscript is waarschijnlijk op Mariënhage gebleven. Het bevond zich daar, blijkens een inventaris, in elk geval in 1532. Wellicht bleef het in het klooster tot 1634 en werd het toen meegenomen door kloosterlingen die op de vlucht sloegen. 
Het kan ook voor de verwoesting van het klooster in 1581 in veiligheid zijn gebracht en nooit meer teruggekomen.
Het bevond zich in het begin van de zeventiende eeuw in Haus Wachtendonk in het Rijnland en is daar eeuwenlang gebleven.
Het manuscript is er in 1876 herontdekt, en kwam in 1918 uiteindelijk terecht in het  Hauptstaatsarchiv van Noordrijn-Westfalen te Düsseldorf in Duitsland (inventarisnummer CX 2 1472).
In 1941 hebben de Duitsers geprobeerd het te ruilen tegen een Duits manuscript van de Leidse universiteitsbibliotheek. In Leiden ging men daar echter niet mee akkoord en het handschrift bleef in het Duitse archief.
In de jaren 1950 is het gerestaureerd; daarbij zijn de oorspronkelijke voor- en achterplaten verloren gegaan.

### De definitieve versie
Het handschrift te München telt 339 vellen, en is afgesneden tot 373 x 276 mm, iets kleiner dan dat te Düsseldorf.
Clopper heeft dit handschrift waarschijnlijk in Brussel aan zijn vader, de opdrachtgever, gegeven.
Clopper senior overleed vier maanden later; het handschrift is echter niet vermeld in zijn testament.
Uit een ex libris in het boek blijkt dat het in de achttiende eeuw in bezit was van Joseph Rega, hoogleraar anatomie te Leuven.
In of voor 1779 is het boek opnieuw ingebonden; daarbij is ook het papier afgesneden waarbij tot 10 mm van de randen werden verwijderd. 
Daarbij zijn zowel teksten in de marges als delen van pentekeningen verdwenen.
In 1779 is het boek vermoedelijk in handen geweest van boekhandelaar Gilbert le Jeune in Parijs.
Daarna kwam het terecht in de hofbibliotheek te Mannheim.
Die bibliotheek ging in 1803-1804 over naar de Bayerische Staatsbibliothek te München en is daar nog steeds.
Het werk is daar gecatalogiseerd met als titel "Florarius Temporum" met inventarisnummer Clm 10436.
Van deze versie ontbreken de vellen met de tekeningen van de belegering van Constantinopel en van de verwoesting van Luik.
Het handschrift is gedigitaliseerd en te raadplegen via internet, zie onder externe links.

### Publicatie in 2018
In 2018 verscheen het boek Florarium temporum (Bloemhof der tijden). Een laatmiddeleeuwse wereldkroniek door Nicolaas Clopper, geschreven in het Klooster Mariënhage bij Eindhoven.
Het boek bevat een gedeeltelijke vertaling van het werk. Verder komen de historische achtergrond en het transcriptieproces met daarbij betrokkenen personen en instellingen uitgebreid aan bod.
Bij dit boek is een digitale gegevensdrager opgenomen, met daarin o.a. een volledige transcriptie, bibliografie, lijst van plaats- en waternamen die er in voorkomen, index voor beide werken, en volledige facsimilé van beide werken (in JPEG-formaat). 
De uitgave vloeit voor uit het transcriberen van de handgeschreven teksten, een taak die zeven jaar in beslag nam.

## De handschriften in Eindhoven
In 2006 is een driekoppige delegatie uit Eindhoven, waaronder stadsarcheoloog Nico Arts en hoogleraar etnologie Gerard Rooijakkers, naar Düsseldorf gegaan en heeft daar het manuscript bekeken. Het resultaat was dat zij het plan opvatten het werk naar Eindhoven te halen en er een manifestatie over te organiseren. Later kwamen zij achter het bestaan van het andere handschrift; beide zijn tentoongesteld als onderdeel van de manifestatie. Deze heeft plaatsgevonden van 15 t/m 23 november 2008.
Er zijn rond 2009 plannen ontstaan voor het maken van een transcriptie en vertaling van beide handschriften. Dit resulteerde in publicatie van het boek "Florarium Temporum" in november 2018.